# Château de Søborg
 (octobre 2024).
Le château de Søborg (en danois : Søborg Slot) est une ancienne fortification construite au XIIe siècle et situé à Søborg dans la municipalité de Gribskov, dans la région Hovedstaden de la capitale Copenhague. 

## Histoire

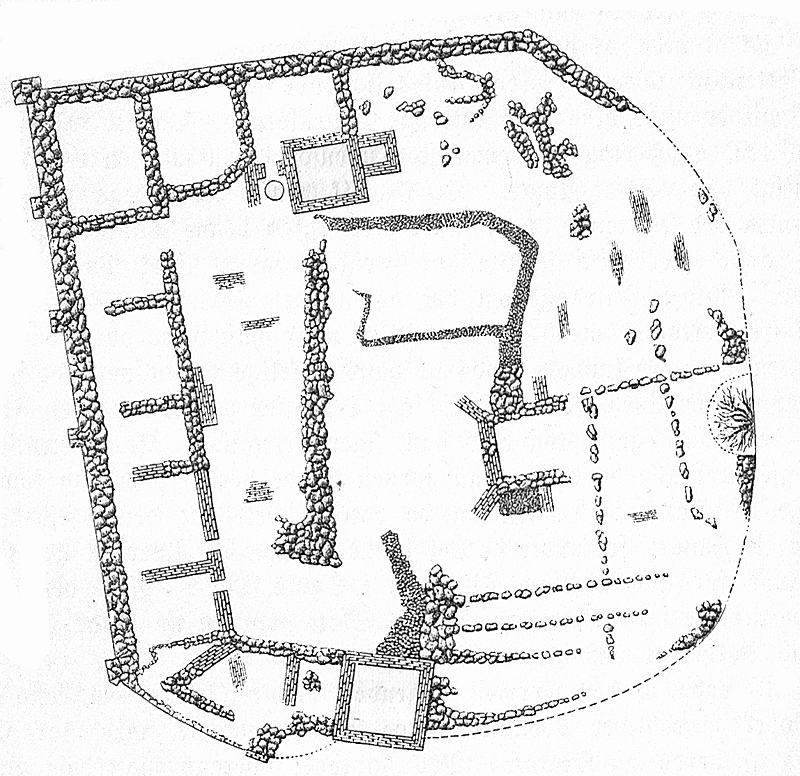
Plan des murs du château de Søborg.

Ce château-fort fut la propriété de l'évêque de Roskilde, Eskil de Lund qui, selon les écrits de Saxo Grammaticus, après avoir fondé l'abbaye d'Esrum, fortifia le château et fit creuser des douves autour des enceintes. Au Moyen Âge, le château s'élevait sur une île située à proximité immédiate des côtes d'un fjord donnant sur le détroit de Cattégat. Par la suite, le bras de mer fut comblé et ne resta qu'un lac qui fut asséché au cours du XIXe siècle. 
Il fut à son apogée la plus grande forteresse du Danemark. Il fut également utilisé comme prison dans laquelle fut détenu pendant un certain temps Jens Grand, prévôt et archevêque de Lund qui mourut à Avignon.
Il fut habité jusqu'en 1535 lorsqu'il fut détruit au cours de la Guerre du comte qui opposa le protestant Christophe d'Oldenbourg au roi catholique Christian III de Danemark. 
En 1577, le propriétaire du domaine seigneurial a obtenu la permission d'utiliser les ruines comme carrière de pierres.